# Brenz, Ludwigslust-Parchim
Brenz là một đô thị ở huyện Ludwigslust-Parchim (trước 2011 thuộc huyện Ludwigslust, bang Mecklenburg-Vorpommern, Đức. Đô thị này có diện tích 12,39 km², dân số thời điểm 31 tháng 12 là 555 người.